# Каяфа
Йосиф Каяфа или Йосиф Каифа е смятан за „прочут лакей на римляните“ в еврейската традиция. 
Каяфа приема да измолва преди всяка церемония жреческите си одеяния.